# Tú y yo (película de 2015)
 Tú y yo  es una película de República Dominicana filmada en colores dirigida por Natalia Cabral y Oriol Estrada sobre su propio guion  que se estrenó en España el 9 de octubre de 2015.

## Sinopsis
Dos mujeres con orígenes y clases sociales muy diferentes. La Doña, una señora entrada en edad, vendedora de orquídeas, y Aridia, su joven criada, viven aisladas en una casa en Santo Domingo donde los quehaceres domésticos las mantienen ocupadas. La película refleja su compleja y por momentos tensa relación.

## Reparto
- Paula Lebrón …Aridia
- Francisca Pérez De Sosa     …Doña Francisca

## Comentarios
Humberto Almonte en Vanguardia del Pueblo opinó:

”Con una paciencia y una visión de entomólogos, los realizadores diseccionan con inteligencia y sensibilidad el día a día de estas mujeres...El uso inteligente de las miradas, los silencios y el ambiente como métodos expresivos colocan al espectador como participante activo y no como mero observador. Su estrategia narrativa es exitosa en cuanto nos involucra, nos empuja a convivir con la Doña y Aridia, en su particular campo de batalla.….Aridia mantiene una complicada relación con su patrona llena de resistencia y desencuentros, con algunos oasis de tranquilidad...Tú y Yo desmitifica la afabilidad que vende la publicidad para ilustrar el idilio bucólico de las relaciones laborales entre los amos de la casa y los empleados a su servicio....Asombra que estos dos jóvenes hayan alcanzado unos grados estéticos y analíticos de primer grado en esta su Opera Prima, que pareciera más un trabajo de cineastas con una larga hoja de realizaciones. Natalia y Oriol se han fundido en una sola mirada y una misma dirección para producir esta interesante obra…Tú y Yo retrata con desarmante sencillez las raíces de un fascismo cotidiano, de unas formas de opresión disfrazadas de amables sonrisas que todos tratan de ocultar sin lograrlo. Debajo de esas máscaras se esconden las raíces de todos los autoritarismos de la vida social y política.

## Premios y nominaciones
Festival Internacional de Cine de las Américas de Austin 2016
- Oriol Estrada. Ganador como director de fotografía de una Mención Especial en la competición de largometrajes documentales.

Festival Internacional de Cine de Cartagena de Indias 2015
- Natalia Cabral y Oriol Estrada ganadores del Premio Especial del Jurado en la sección documentales.

Festival Internacional del Nuevo Cine Latinoamericano de La Habana 2014
- Ganadora del Premio Cibervoto en la categoría documental

Festival de Cine de Nueva Orleans 2016
- Nominada al Premio Especial del Jurado en la categoría películas documentales.

Festival Nyon Visions du Réel 2014
- Nominada al Premio Nuevas Miradas

Festival de Cine de Trinidad y Tobago  2014
- Ganadora del Premio a la Mejor Película Documental

Festival Internacional de Cine de Zanzíbar  2016
- Nominada al Premio Dhow de Oro a la Mejor Película